# Angelo Acerbi
Pour les articles homonymes, voir Acerbi.
Angelo Acerbi, né le 23 septembre 1925 à Sesta Godano (Italie) est un prélat catholique italien, diplomate du Saint-Siège. Le 7 décembre 2024, le pape François le crée cardinal.

## Biographie
Angelo Acerbi est né le 23 septembre 1925 à Sesta Godano, en Ligurie. Le 27 mars 1948, il est ordonné prêtre pour le diocèse de Pontremoli. 
Diplômé de droit canon et licencié en théologie, il finit ses études à l'Académie pontificale ecclésiastique en 1954 et entre au service diplomatique du Saint-Siège. Il occupe diverses fonctions en Colombie (en), au Brésil (en), au Japon (en), en France et au sein de la Secrétairerie d'État. En 1974, il est envoyé en Espagne pour résoudre un conflit entre l'Église et l'État à la suite d'un sermon de l'évêque de Bilbao appelant à plus de libertés pour les Basques.
Le 22 juin 1974, le pape Paul VI le nomme archevêque titulaire de Zella (de), pro-nonce apostolique en Nouvelle-Zélande (en) et délégué apostolique pour le Pacifique. Il reçoit la consécration épiscopale le 30 juin suivant des mains du pape, assisté de Giovanni Benelli et de Duraisamy Simon Lourdusamy, en la basilique Saint-Pierre. 
Le 14 août 1979, le pape Jean-Paul II le nomme nonce apostolique en Colombie (en). Le 27 février 1980, il est pris en otage avec d'autres diplomates par le Mouvement du 19 avril durant un assaut de l'ambassade de République dominicaine à Bogota. Le 27 avril, il fait partie des 7 diplomates otages transférés à Cuba, il est libéré le lendemain. Durant sa détention, il est autorisé à célébrer la messe quotidiennement.
Le 28 mars 1990, il est transféré en Hongrie. Il est le premier nonce apostolique nommé depuis l'instauration du communisme dans le pays. Le 13 janvier 1994, il est aussi nommé nonce apostolique en Moldavie (en). Il est le premier à occuper cette fonction. 
Le 8 février 1997, il est nommé nonce apostolique aux Pays-Bas (en), fonction qu'il occupe jusqu'au 27 février 2001, alors qu'il est âgé de 75 ans, date de la retraite pour les évêques. Il continue cependant d'occuper diverses fonctions au sein de la Curie romaine. 
Le 20 juin 2001, il est nommé prélat de l'ordre souverain de Malte, chargé de superviser la vie sacerdotale des aumôniers et d'aider les dirigeants de l'Ordre à veiller à l'observance religieuse des membres de l'Ordre. Il quitte cette fonction le 4 juillet 2015. 
Le 6 octobre 2024, le pape François annonce qu'il sera créé cardinal au cours d'un consistoire le 7 décembre 2024. Il est créé avec le titre de cardinal-diacre de Santi Angeli Custodi a Città Giardino. Ayant déjà dépassé les quatre-vingts ans au moment de l’annonce, il ne peut pas prendre part aux votes du conclave de 2025 qui voit l'élection de Léon XIV, ni être membre des dicastères de la Curie romaine, conformément à l’art. II § 1-2 du motu proprio Ingravescentem Aetatem, publié par le pape Paul VI le 21 novembre 1970. 
Dès sa création, il devient le cardinal le plus âgé du collège des cardinaux, succédant à Estanislao Esteban Karlic, né en 1926.

## Succession apostolique
Angelo Acerbi a ordonné les évêques suivants :
- Évêque Héctor Jaramillo Duque (de), S.D.B. (1981)
- Évêque Jorge Iván Castaño Rubio (es), C.M.F. (1983)
- Évêque Jorge Leonardo Gómez Serna (de), O.P. (1985)
- Archevêque Luis Augusto Castro Quiroga (es), I.M.C. (1986)
- Évêque Héctor Gutiérrez Pabón (es) (1987)
- Évêque Horacio Olave Velandia (1988)
- Évêque Héctor Julio López Hurtado (es), S.D.B. (1988)
- Archevêque Luis Madrid Merlano (es) (1988)
- Évêque Germán Garcia Isaza (pl), C.M. (1988)
- Évêque Belarmino Correa Yepes (de), M.X.Y. (1989)
- Évêque José Gustavo Angel Ramírez (de), M.X.Y. (1989)
- Évêque Gustavo Girón Higuita (de), O.C.D. (1990)